# Milton George Henschel

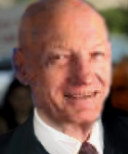
Milton George Henschel

Milton George Henschel (Pomona, 9 augustus 1920 - New York, 22 maart 2003) was van 1992 tot eind 2000 de vijfde president van het Wachttoren-, Bijbel- en Traktaatgenootschap, de officiële naam van wat in die periode het kerkgenootschap van Jehova's getuigen was.

## Persoonlijke biografie
Milton Henschel werd in Pomona in de staat New Jersey geboren. Zijn vader, Herman George Henschel, hielp bij de oprichting van de Watch Tower Society farm op Staten Island, waarbij hij samenwerkte met en het opzicht hield over de staf in de jaren 1920. Het gezin verhuisde in 1934 naar Brooklyn (een stadsdeel van New York) om het makkelijker te maken Herman te laten meewerken aan de bouwprojecten in de drukkerijfaciliteiten en wooncomplexen van het hoofdbureau van Jehova's getuigen. In 1956 trouwde Henschel met Lucille Bennett, een afgestudeerde van de 14e klas van Gilead, de zendelingenschool van het Wachttorengenootschap en een voormalig zendelinge in Venezuela. Henschel stierf op 22 maart 2003, op 82-jarige leeftijd, overleefd door zijn vrouw Lucille en broer Warren.

## Carrière bij het Wachttorengenootschap
Milton werd in 1934 als Jehova's getuige gedoopt en werd lid van de staf op het hoofdbureau van het Wachttorengenootschap in 1939. Zijn oudere broer Warren was een fulltime evangelist voor Jehova's getuigen voordat hij werd uitgenodigd op het hoofdbureau in Brooklyn te werken rond 1940. In 1939 werd hij secretaris van Nathan Homer Knorr, die toen de opziener was van de drukkerij van Jehova's getuigen in Brooklyn. Toen Knorr in 1942 president werd van het Wachttorengenootschap, bleef Henschel zijn assistent. Tot Knorrs dood in 1977 werkte Henschel nauw met hem samen. Samen met Knorr bezocht hij meer dan 150 landen waarbij diverse bijkantoren werden geïnspecteerd.
In een interview in 1968 met de Detroit Free Press werd Henschel gevraagd naar het recent gepubliceerde standpunt van het Wachttorengenootschap tegenover orgaantransplantaties, waarbij Henschel antwoordde dat "orgaantransplantatie ... echt kannibalisme [is]", een stellingname die in 1980 werd verlaten. In hetzelfde interview beschreef Henschel de visie van het Wachttorengenootschap op de nabije toekomst, waarbij hij toespelingen maakte op het uitbreken van "Armageddon". Hij stelde dat er geen specifieke datum was voor het uitbreken van Armageddon, maar ook dat "1975 ... een jaar [is] om naar uit te kijken", een toespeling op het feit dat Jehova's getuigen geloven dat in 1975 6.000 jaar menselijke geschiedenis eindigden, een kennelijke voorwaarde voor Christus' duizendjarige vrederijk.
Henschel werd lid van het Besturend Lichaam bij oprichting ervan in 1971. Tegen 1973 werd Henschel aangesteld als bijkantooropziener voor de Verenigde Staten. Op 30 december 1992 werd hij president van het Wachttorengenootschap. Vanwege een reorganisatie van de topstructuur van het Wachttorengenootschap in 2000, trad Henschel vrijwillig af. Henschel werd opgevolgd door Don Alden Adams.